# Battista del Moro
Battista del Moro ou Battista Angolo del Moro appelé aussi Angeli et, occasionnellement, Angelo ou Agnolo, né à Vérone vers 1512 et mort à Venise vers 1573, est un peintre italien de l'école vénitienne. 

## Biographie
Battista Angolo del Moro (communément appelé Angeli et, occasionnellement, Angelo ou Agnolo), fils d'un peintre nommé Altobello, est né à Vérone, vers l'an 1512/1514, fut un élève de Francesco Torbido, dit « il moro », dont il épousa la fille Margherita (1534/1535), et dont il reprit le surnom.
Battista a amélioré son style pictural en étudiant les œuvres du Titien ; il a réalisé des peintures à l'huile et à fresque, pour les églises de Vérone, parfois en concurrence avec Paul Véronèse. 
Battista est un peintre de fresques décoratives dans la Vénétie dans la seconde moitié du XVIe siècle et le premier d'un groupe important de graveurs actifs dans les environs de Vérone et Venise.
Dans l'église Sant'Eufemia de Venise il a peint à fresque Paul avant Ananias. Cette fresque a été détachée lors de la démolition du mur original et déplacée à un autre endroit de l'église. 
En 1557 Battista, secondé par son fils Marco, a peint à fresque les décorations du palais Trevisan à Murano, où Véronèse est également actif.
En 1567, il  s'est remarié avec Lucrezia dei Altichieri et habita dans la paroisse Santa Maria Formosa à Venise.
En collaboration avec Battista Vicentino il a gravé une série de cinquante paysages, surtout inspirés du Titien. 
Un inventaire des biens, présentés par sa veuve à la justice de Venise pour la reconstitution de sa dot le 25 mai 1573, atteste sa mort à cette date.
Son maniérisme a été perpétué par ses fils Marco dell'Angolo del Moro comme peintre, dessinateur et graveur et Giulio comme peintre et sculpteur.

## Œuvres
- Fresques, cathédrale San Pietro de Mantoue
- Décoration du palais Trevisan (1556/1557), Murano
- Décor escalier de la Libreria (1559/1560), Venise

Vérone
- Paul avant Ananias, église Sainte-Anastasie
- Ange présentant les paumes des martyrs aux innocents, église Saint-Étienne
- Fresques, église San Giorgio Maggiore
- Fresques, palais Canossa (1545/1550)
- Fresques, palais Bevilacqua (1561)
- Fresques, cathédrale Santa Maria Matricolare

gravures
- Nativité ou Adoration des bergers, d'après Parmigianino
- Vierge à l'Enfant et saint Jean,
- Sainte Famille avec sainte Elisabeth et saint Jean, d'après Raphaël
- Martyre de sainte Catherine, d'après Bernardino Campi
- Baptême du Christ par saint Jean, d'après Bernardino Campi